# 大橋進一

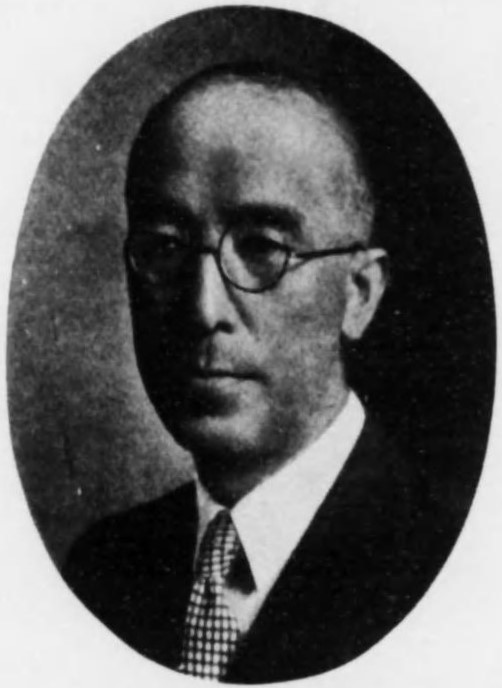
大橋進一

大橋 進一（おおはし しんいち、1885年（明治18年）7月1日 - 1959年（昭和34年）11月29日）は、日本の実業家。出版社・博文館の第3代館主、初代・第3代社長。第二次世界大戦終結直後、財閥解体と公職追放の圧力が高まる中で、祖父の佐平と父の新太郎が2代にわたり築き上げてきた博文館をみずから解体させた。

## 経歴

### 社長就任まで
1885年（明治18年）7月1日、新潟県長岡で、大橋新太郎とやま子の長男として生まれる。
1888年（明治21年）3月、両親に連れられて上京する。
1897年（明治30年）、父の新太郎がやま子と離婚して須磨子と結婚した。進一は継母の須磨子や異母弟妹たちとは不仲で、須磨子のいる大橋家を嫌い、寄りつかなかったという。
麻布商工中学を経て、大倉高等商業学校第3学年修了後、博文館に入社する。
1901年（明治34年）11月3日、祖父・佐平が死去。これにともない、博文館副館主だった父・新太郎が第2代館主となり、進一は第2代副館主となる。
1907年（明治40年）3月17日、渋沢栄一の媒酌の下、若尾民造の四女・蓮子と結婚する。

### 博文館社長として
1914年（大正3年）6月より博文館の経営を一任される。
1918年（大正7年）8月10日、妻の蓮子が死去した。同年12月17日、博文館の株式会社化にともない、社長に就任した。
1926年（大正15年）5月1日、「一身上の都合」により博文館社長を辞任し、副社長で異母弟の大橋勇吉が社長に昇任し、牛込の洋館で隠棲した。しかし、1930年（昭和5年）3月18日、博文館臨時株主総会において大橋勇吉が社長を辞任し、進一が再び社長に復帰した。
1943年（昭和18年）時点では、博文館のほか海南印刷、共栄紙工、共栄商会、協同出版各株式会社の社長、大橋本店、日本書籍、日本鋼管、大日本出版、日本無線、満洲書籍配給、日本醸造、朝日野球倶楽部、共同建物、南海興業各株式会社の取締役、日満文教株式会社の監査役を兼任していた。
1944年（昭和19年）5月5日、父・新太郎の死去にともない、進一が博文館第3代館主となり、大橋家の全財産を相続した。

### 博文館の解体と公職追放
進一は、第二次世界大戦の終結直後から「日本の占領はアメリカではなく、必らずソビエットだ」と言い張り、社員がアメリカだと言っても信じず、「共産政権では、私有財産は絶対に認められない」といって大橋家の財産の処分を始めたという。
終戦直後、それまで出版界の統制団体であった日本出版会が解散し、1945年10月に出版業者団体として日本出版協会が発足したが、同協会では左派の民主々義出版同志会が主導権をにぎり、講談社・旺文社・主婦之友社・家の光協会などを「戦犯出版社」として追及した。これに反発した講談社など21社は、1946年（昭和21年）4月15日、自由出版協会（自由出協、全国出版協会の前身）を設立し、進一がその初代会長に就任した。
1947年（昭和22年）1月4日付で、博文館は公職追放令の該当団体に指定され、社長の進一らも公職追放の審査対象者となる。
この公職追放問題に対処するため、同年8月、進一は新たに講談雑誌社など6つの出版社を設立し、博文館発行の雑誌・図書をこの6社に有償分割譲渡した。また、大橋家の財産保全会社であった株式会社大橋本店を東海興業株式会社と改称し、6社の出版取次販売を行うこととした。10月15日、進一は独占禁止法の適用により博文館社長を辞任し、同月中には博文館の全社員を退職させ、6社と東海興業に振り替えるとともに、博文館の廃業届を提出した。11月22日、大橋進一の公職追放が決定する。同月、自由出版協会会長も辞任した。
ところが、6社の発行名義人は全員大橋家の身内だったため、1948年（昭和23年）1月頃から4月頃にかけて、法務庁特別審査局（特審局）が公職追放令違反の疑いでたびたび内偵に入った。このため危機感を抱いた進一は、元博文館社員の小野慎一郎・小野高久良・高森栄次の3人を呼び出し、3人に出版権を全面譲渡した。これにより同年5月15日、博友社（小野慎一郎）・文友館（高森栄次）・好文館（小野高久良）の3社が新設され、旧博文館の出版業務は完全に大橋家から切り離された。同年7月25日、大橋進一邸宅・博友社等が公職追放令違反容疑で家宅捜索を受けるが、証拠不十分で不起訴となる。さらに同年10月、相続税等の脱税容疑で税務調査を受ける。
また、進一は11月4日、東京都教職員適格審査委員会で教職不適格者と判定されている。
1949年（昭和24年）、旧博文館6社・東海興業から株式会社化された博友社（文友館・好文館を統合）への出版権有償譲渡交渉がまとまり、総額1600万円で譲渡された。

### 大橋図書館問題と晩年
1950年（昭和25年）5月4日、娘のまさが博文館新社を設立し、博友社への譲渡対象となっていなかった『博文館日記』の発行を再開する。同年10月13日、進一の公職追放が解除される。
これより前の1949年9月、進一は、父・新太郎が設立した私立図書館・大橋図書館の、麹町区九段（現在の千代田区九段南）にあった館舎を日本銀行に売却し、新宿区若宮町の私邸に移転させた。ところが、1950年12月15日付『読売新聞』が、進一が旧館舎売却費5600万円を無断で持ち出した、という疑惑を報道する。さらに、この事件がきっかけとなって財団法人大橋図書館の杜撰な経営実態が明らかとなり、同法人は東京都教育庁から自発的解散を勧告され、図書館は1953年に西武鉄道に売却された。売却費持ち出しについては刑事事件とはならなかったが、これ以後、進一は公的な面から姿を消し、1959年（昭和34年）11月29日に死去した。

## 家族

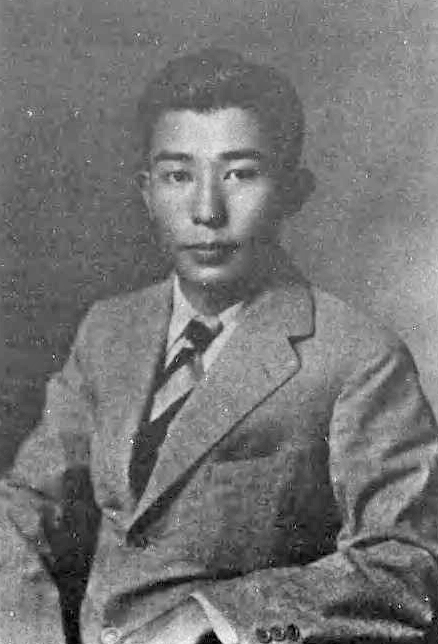
長男の大橋太郎

妻・蓮子との間に2男（太郎、新平）、野本八重との間に庶子（恒雄、まさ、貞雄）がいる。
長男の大橋太郎（1908年2月25日 - 1936年5月20日）は1931年に早稲田大学政治経済学部を卒業し、1934年5月に博文館取締役兼支配人に就任したが、2年後に病死。次男の大橋新平（1911年12月14日 - 1933年10月24日）は兄より早く死去している。
長女の大橋まさ（1918年 - 1960年6月20日）は博文館新社を創立、事実上の4代目となるが早逝。
異母弟に大橋勇吉（博文館第2代社長）、大橋達雄（東京堂専務取締役、日本出版配給専務取締役）など。

## 人物
野球ファンであり、『野球界』誌（1908年11月創刊）は個人的な趣味で創刊したものである。1937年（昭和12年）にはプロ野球チームの大東京軍（のちライオン軍→朝日軍）の取締役に就任している。
『新青年』第4代編集長（1938年1月 - 12月）をつとめた上塚貞雄（乾信一郎）の回想によれば、大橋社長は日中戦争開戦後、「こうなったら積極的に軍部協力のほかありませんね」と、戦争協力路線を打ち出すようにしきりに圧力をかけてきたという。上塚はこれに反発して博文館退社を決意したという。